# Friedrich Wolf
Friedrich Wolf (Neuwied, 23 de desembre de 1888 - Lehnitz, 5 d'octubre de 1953) va ser un metge i escriptor alemany.

## Biografia
Wolf era fill d'un comerciant jueu. Va estudiar Medicina, Filosofia i Història de l'Art a Múnic, Tubinga, Bonn i Berlín i es va fer metge el 1913. El 1914 va treballar com a metge en un vaixell a la ruta entre Canadà, Groenlàndia i Estats Units, i a l'exèrcit al front occidental de la Primera Guerra Mundial; aquesta experiència el va fer profundament pacifista. El 1917 va publicar la seva primera obra en prosa: Der Sprung in den Tod.
El 1918 es va fer membre del Consell de Treballadors de Dresde i es va afiliar al Partit Socialdemòcrata Independent d'Alemanya (USPD). Després de la guerra va treballar com a metge a Remscheid i Hechingen, on es va dedicar a la medicina general i va prescriure tractaments basats en la naturopatia. El 1923 i 1925 van néixer els seus fills Markus i Konrad. El 1928 es va unir al Partit Comunista i al Grup d'escriptors Proletari-Revolucionaris. El 1929 el seu drama Cyankali va portar a un acalorat debat sobre l'avortament induït, i va ser per poc temps arrestat i acusat de portar a terme avortaments.
Al principi de 1932 va fundar el Spieltrupp Südwest a Stuttgart, un grup d'agitació comunista d'actors laics que interpretaven obres controvertides sobre temes actuals.
Quan els nazis van arribar al poder, va emigrar amb la seva família a Moscou i es posà a treballar per Ràdio Moscou. El 1938 va marxar a Espanya per treballar com a metge per a les Brigades Internacionals. No obstant, va ser arrestat a França i internat al Camp de concentració de Vernet. El 1941 li va ser atorgada la nacionalitat soviètica i va tornar a Moscou, on va fundar el Nationalkomitee Freies Deutschland (Comité Nacional per a una Alemanya Lliure) 
El 1945 va tornar a Alemanya i va continuar com a escriptor i activista en assumptes polítics i culturals. Des de 1949 fins a 1951 va ser el primer ambaixador de la República Democràtica Alemanya (RDA) a Polònia. El 5 d'octubre de 1953 va morir a la seva oficina de Lehnitz.

## Obres principals
- 1917 Mohammed (drama); Langemarck (conte)
- 1919 Das bist du (drama); Der Unbedingte (drama)
- 1921 Die Schwarze Sonne (drama)
- 1922 Tamar (drama)
- 1923 Die Schrankkomödie (drama); Der Arme Konrad (drama)
- 1924 Das Heldenepos des alten Bundes
- 1925 Kreatur (novela)
- 1926 Kolonne Hund (drama); Äther
- 1927 Die Natur als Arzt und Helfer; Koritke (drama); Der Kampf im Kohlenpott (novela curta)
- 1929 Cyankali (drama)
- 1930 Die Matrosen von Cattaro (drama); Tai Yang erwacht (drama)
- 1933 Professor Mamlock (tragicomèdia)
- 1934 Floridsdorf (drama)
- 1935 Das trojanische Pferd (drama)
- 1938 Zwei an der Grenze (novela)
- 1940 Beaumarchais (drama)
- 1942 Der Russenpelz (novela curta)
- 1944 Heimkehr der Söhne (novela); Dr. Lilli Wanner (drama)
- 1945 Was der Mensch säet (drama)
- 1946 Die letzte Probe (drama); Märchen für große und kleine Kinder
- 1947 Wie Tiere des Waldes (drama)
- 1949 Der Rat der Götter (guió de cinema); Bürgermeister Anna (comèdia)
- 1952 Menetekel (novela); Thomas Müntzer (drama)